# Hvozdnica
Hvozdnica este o comună slovacă, aflată în districtul Bytča din regiunea Žilina. Localitatea se află la altitudinea de 328 m deasupra n.m., se întinde pe o suprafață de 8,734 km2 și în 2017 număra 1.194 de locuitori. Se învecinează cu comuna Štiavnik.

## Istoric
Localitatea Hvozdnica este atestată documentar din 1250.

## Demografie
| An:                | 1994 | 2004   | 2014   | 2024   |
| ------------------ | ---- | ------ | ------ | ------ |
| Număr de persoane: | 1079 | 1139   | 1185   | 1235   |
| Diferență:         |      | +5,56% | +4,03% | +4,21% |

| An:                | 2023 | 2024   |
| ------------------ | ---- | ------ |
| Număr de persoane: | 1226 | 1235   |
| Diferență:         |      | +0,73% |